# Rubus parlinii
Rubus parlinii är en rosväxtart som beskrevs av Liberty Hyde Bailey. Rubus parlinii ingår i släktet rubusar, och familjen rosväxter. Inga underarter finns listade i Catalogue of Life.